# Sinagoga de Làrnaca
La Sinagoga de Lárnaca és a la localitat de Làrnaca, a l'illa de Xipre. Va ser inaugurada el 12 de setembre de 2005, és la primera i l'única sinagoga de l'illa, fins aleshores, Xipre era l'únic membre de la Unió Europea que no en tenia cap. Durant la  cerimònia d'inauguració s'hi va presentar un rotlle de la Torà i s'hi va posar la primera pedra d'una futura micvé.